# Film de supraviețuire
Filmul despre tehnici de supraviețuire este un gen de film în care unul sau mai multe personaje depun eforturi pentru a supraviețui fizic. De multe ori se suprapune cu alte genuri de film. Este un subgen al filmului de aventuri, ca și filmele swashbuckler, filmele de război și filmele safari. Filmele de supraviețuire sunt mai întunecate decât majoritatea filmelor de aventură. De obicei prezintă povestea unui singur personaj, mai ales cea a protagonistului. Filmele de supraviețuire au tendința de a fi situate în primul rând într-un context contemporan, astfel încât spectatorii să fie familiarizați cu locul acțiunii, adică activitățile personajelor sunt mai puțin romanțate.

## Listă de filme
Aceasta este o listă de filme despre supraviețuire în ordine alfabetică.
| Film                                                           | An   | Ref.   |
| -------------------------------------------------------------- | ---- | ------ |
| The 33                                                         | 2015 | [ 3 ]  |
| 127 Hours                                                      | 2010 | [ 4 ]  |
| Against the Sun                                                | 2014 | [ 5 ]  |
| Alive                                                          | 1993 | [ 6 ]  |
| All Is Lost                                                    | 2013 | [ 7 ]  |
| Apollo 13                                                      | 1997 | [ 8 ]  |
| Buried                                                         | 2010 | [ 4 ]  |
| Cliffhanger (Luptă la înălțime)                                | 2013 | [ 9 ]  |
| Cast Away Naufragiatul                                         | 2000 | [ 4 ]  |
| Captain Phillips                                               | 2013 | [ 9 ]  |
| The Deep                                                       | 2012 | [ 10 ] |
| Deliverance Eliberarea                                         | 1972 | [ 6 ]  |
| The Edge                                                       | 1997 | [ 6 ]  |
| Escape from Alcatraz                                           | 1979 | [ 11 ] |
| Everest                                                        | 2015 | [ 12 ] |
| The Flight of the Phoenix                                      | 1965 | [ 13 ] |
| Gravity                                                        | 2013 | [ 9 ]  |
| The Grey                                                       | 2012 | [ 14 ] |
| A Hijacking                                                    | 2012 | [ 8 ]  |
| The Impossible                                                 | 2012 | [ 15 ] |
| Into the Wild                                                  | 2007 | [ 4 ]  |
| Jeremiah Johnson                                               | 1971 | [ 16 ] |
| Life of Pi                                                     | 2012 | [ 17 ] |
| Lifeboat                                                       | 1944 | [ 18 ] |
| Lone Survivor                                                  | 2013 | [ 9 ]  |
| Marooned                                                       | 1969 | [ 18 ] |
| The Martian                                                    | 2015 | [ 19 ] |
| Man in the Wilderness                                          | 1971 | [ 18 ] |
| Meek's Cutoff                                                  | 2010 | [ 16 ] |
| The Naked Prey                                                 | 1965 | [ 18 ] |
| Nobody Wants the Night                                         | 2015 | [ 20 ] |
| The Omega Man                                                  | 1971 | [ 18 ] |
| On the Beach                                                   | 1959 | [ 18 ] |
| Open Water                                                     | 2003 | [ 4 ]  |
| Panic in Year Zero!                                            | 1962 | [ 18 ] |
| Planet of the Apes                                             | 1968 | [ 18 ] |
| The Poseidon Adventure                                         | 1972 | [ 13 ] |
| Quest for Fire                                                 | 1981 | [ 4 ]  |
| Rabbit-Proof Fence                                             | 2002 | [ 4 ]  |
| Rescue Dawn                                                    | 2006 | [ 4 ]  |
| The Revenant                                                   | 2015 | [ 21 ] |
| The Road                                                       | 2009 | [ 8 ]  |
| Robinson Crusoe on Mars                                        | 1965 | [ 22 ] |
| Sanctum                                                        | 2011 | [ 23 ] |
| Sands of the Kalahari                                          | 1965 | [ 18 ] |
| The Savage Is Loose                                            | 1974 | [ 18 ] |
| Seven Waves Away (also called Abandon Ship!)                   | 1957 | [ 8 ]  |
| Southern Comfort                                               | 1981 | [ 16 ] |
| Soylent Green Hrana verde                                      | 1973 | [ 18 ] |
| Survival Quest                                                 | 1989 | [ 6 ]  |
| Swiss Family Robinson                                          | 1960 | [ 14 ] |
| Teenage Cave Man                                               | 1958 | [ 18 ] |
| Touching the Void                                              | 2003 | [ 4 ]  |
| Stranded: I've Come from a Plane that Crashed in the Mountains | 2007 | [ 8 ]  |
| The Ultimate Warrior                                           | 1975 | [ 24 ] |
| The War Game                                                   | 1965 | [ 18 ] |
| Walkabout                                                      | 1971 | [ 8 ]  |
| The Way Back Drumul de întoarcere                              | 2010 | [ 4 ]  |
| The World, the Flesh and the Devil Lumea, carnea și diavolul   | 1959 | [ 18 ] |
| Zero Population Growth                                         | 1972 | [ 18 ] |